# 慕尼黑 (北达科他州)
慕尼黑（英語：Munich），是美国北达科他州下属的一座城市。根据2010年美国人口普查，该市有人口210人。2011年估计该市有人口206人，相对于2010年，增长率为?1.90%。